# Simone De Mari
Simone De Mari (1378 – 1438) è stato un nobile italiano.

## Biografia
Discendente da una famiglia nobile genovese che si era insediata nel nord-est del Capo Corso a metà del XIII secolo, fu in gioventù capitano di una galea e per questa ragione venne catturato dai catalani e tenuto prigioniero in Sicilia. Liberato rientrò in Corsica e nel 1426 succedette al fratello come signore di San Colombano. Negli anni successivi espanse i domini della sua famiglia impadronendosi dell'isola di Capraia e del feudo di Centuri, nella costa nord-occidentale di Capo Corso. Seguendo la politica mantenuta negli anni precedenti dai Da Mare continuò al fianco dei genovesi la lotta contro Vincentello d'Istria, luogotenente in Corsica della corona aragonese. 
Nel febbraio 1430 Simone De Mari fu proclamato governatore della Banda di Dentro da un'assemblea di congiurati ostili a Vincentello d'Istria, tra cui figuravano il vescovo di Aleria Ambrogio d'Omessa e numerosi caporali. Cinse allora d'assedio Biguglia, antico capoluogo genovese conquistato dalle milizie filo-aragonesi, e lo conquistò. L'anno seguente l'alleanza che lo aveva sostenuto iniziò a disunirsi a causa di alcune defezioni a vantaggio di Vincentello d'Istria. Oltre a questi problemi De Mari dovette anche fronteggiare una rivolta nella sua signoria capeggiata dai tre figli. Scacciato dal suo castello di San Colombano, fu costretto a rifugiarsi in quello dei Motti, presso Luri.
Due anni dopo, a causa delle alte tasse imposte da Vincentello d'Istria, una delegazione di vecchi alleati offrì nuovamente a Simone De Mari il titolo di conte della Corsica. Dopo aver accettato, egli riprese possesso della sua signoria e cinse d'assedio Biguglia. Ottenuta la dedizione di questa località dietro il pagamento di una somma di denaro, De Mari assediò la vicina Bastia. Contemporaneamente mandò uno dei suoi figli nella Banda di Fuori a convincere i nobili locali, ostili a Vincentello d'Istria, ad unirsi al suo partito. La missione ebbe buon esito e l'Istria si ritrovò privo dell'appoggio della maggior parte della nobiltà della Banda di Fuori. De Mari allora concordò un accordo con gli assediati di Bastia e si fece consegnare la città dietro il pagamento di 2,700 lire. 
La posizione di predominio di Simone De Mari sulla Corsica non durò molto poiché ben presto dovette la rivolta di Rinuccio di Leca, un nobile che possedeva alcuni feudi nel Niolo e nella Balagna. Grazie ad un'inedita alleanza con Paolo della Rocca, discendente della più importante famiglia nobile cinarchese legata alla corona aragonese, De Mari riuscì a ristabilire l'ordine e a far rientrare la ribellione. Nel 1436 un'assemblea tenutasi a Morosaglia nominò proprio Paolo della Rocca conte della Corsica. Questi per prima cosa attaccò i domini di De Mari nel Capo Corso, in particolare furono devastati i villaggi di Barrettali, Cagnano, Luri e Pino. Successivamente Della Rocca stipulò un'alleanza con Rinuccio di Leca che costrinse De Mari a lasciare la Corsica e riparare a Genova. Nella città ligure, dopo aver stipulato un accordo con i figli dell'ex governatore Raffaele da Montaldo, egli allestì una spedizione militare per poter rientrare nell'isola. Sbarcato in Corsica un grande contingente, De Mari ottenne la dedizione del vescovo di Aleria e anche di Rinuccio di Leca. Constatata la situazione Paolo della Rocca si ritirò nel suo feudo e cedette ai Montaldo la rocca di Corte. 
Negli anni successivi, l'alleanza che governava mutualmente la Corsica e che era centrata sui fratelli Montaldo e Simone De Mari iniziò a sfaldarsi. Niccolò da Montaldo, appoggiato dal vescovo di Aleria, da alcuni caporali e dai vecchi alleati di Paolo della Rocca, s'impadronì dei castelli di Corte e Biguglia. Allo stesso tempo Giovanni da Montaldo ottenne dal governo genovese il riconoscimento del titolo di conte della Banda di Dentro. Infine De Mari venne imprigionato con i suoi seguaci a Bastia. Poco dopo gli uomini di Niccolò da Montaldo vennero sconfitti in battaglia dai partigiani di Paolo della Rocca. A mettere fine al caos ci pensò il nuovo governatore genovese, Giano Fregoso, giunto in Corsica nell'aprile 1438. Questi fece liberare De Mari che poté così rientrare nel suo feudo di San Colombano dove morì poco dopo.